# 세인트존 플레임스
| 세인트존 플레임스 | |
| 콘퍼런스          | 북부 콘퍼런스 (1995년~1997년) 동부 콘퍼런스 (1997년~2003년) |
| 디비전            | 애틀랜틱 디비전 (1993년~1996년) (1997년~2000년) 캐나디안 디비전 (1996년~1997년) (2000년~2003년) |
| 설립연도          | 1993년 |
| 해체연도          | 2003년 |
| 역사              | 메인 매리너스 (1977년~1987년) 유티카 데블스 (1987년~1993년) 세인트존 플레임스 (1993년~2003년) 오마하 아크사벤 나이츠 (2005년~2007년) 쿼드시티 플레임스 (2007년~2009년) 애버츠퍼드 히트 (2009년~2014년) 애디론댁 플레임스 (2014년~2015년) 스톡턴 히트 (2015년~현재) |
| 경기장            | 하버 스테이션 |
| 연고지            | 뉴브런즈윅주 세인트존 |
| 상징색            | 빨강, 하양, 금, 검정 |
| 구단주            | |
| 단장              | |
| 감독              | |
| NHL 제휴          | |
| ECHL 제휴         | |
| 정규시즌 우승     | |
| 콘퍼런스 우승     | 2 (1998, 2001) |
| 디비전 우승       | 2 (1998, 2001) |
| 칼더 컵           | 1 (2001) |
| 영구 결번         | |

세인트존 플레임스(영어: Saint John Flames)는 캐나다 뉴브런즈윅주 세인트존을 연고지로 하는 1993년부터 2003년까지 AHL 소속되었던 아이스 하키팀이다.
2005년 연고지를 네브래스카주 오마하 (오마하 아크사벤 나이츠)로 이전했다.

## 역대 홈경기장
| 세인트존 플레임스 |               |          |                       |      |
| 경기장            | 사용기간      | 수용인원 | 장소                  | 비고 |
| 하버 스테이션     | 1993년~2003년 | 6,200명  | 뉴브런즈윅주 세인트존 | 빈칸 |